# Coselete (armadura)

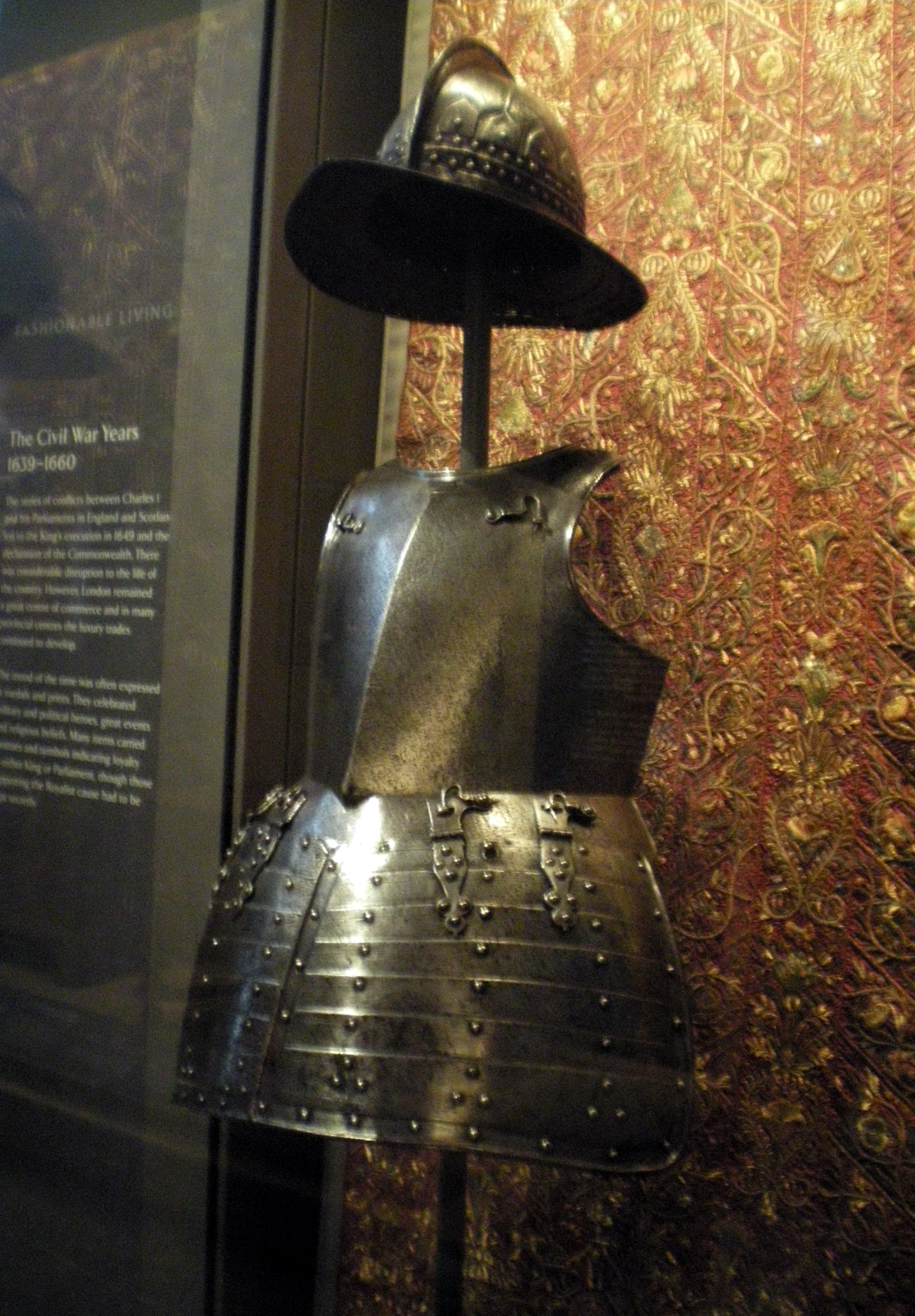
Casco y coselete ingleses, ca. 1620

El coselete fue un tipo de armadura antigua. 
El coselete fue la principal armadura de la caballería ligera y subsistió únicamente entre todas las piezas de la armadura hasta mucho después de que las armas de fuego hicieran a estas inútiles. El coselete en esta última época de su uso se convirtió en una coraza despojada de todos sus antiguos y pesados accesorios. 
El uso de esta coraza modificada empezó bajo Carlos I de España y Francisco I de Francia que fue adoptada desde luego por la infantería que la conservó hasta mucho tiempo después. Los piqueros del regimiento francés de guardias y los suizos llevaban aún el coselete tras la batalla de Sedán en 1641. La caballería conservó esta armadura hasta después más o menos modificada y generalizada por toda o una pequeña parte de la misma. 